# Myrcianthes coquimbensis

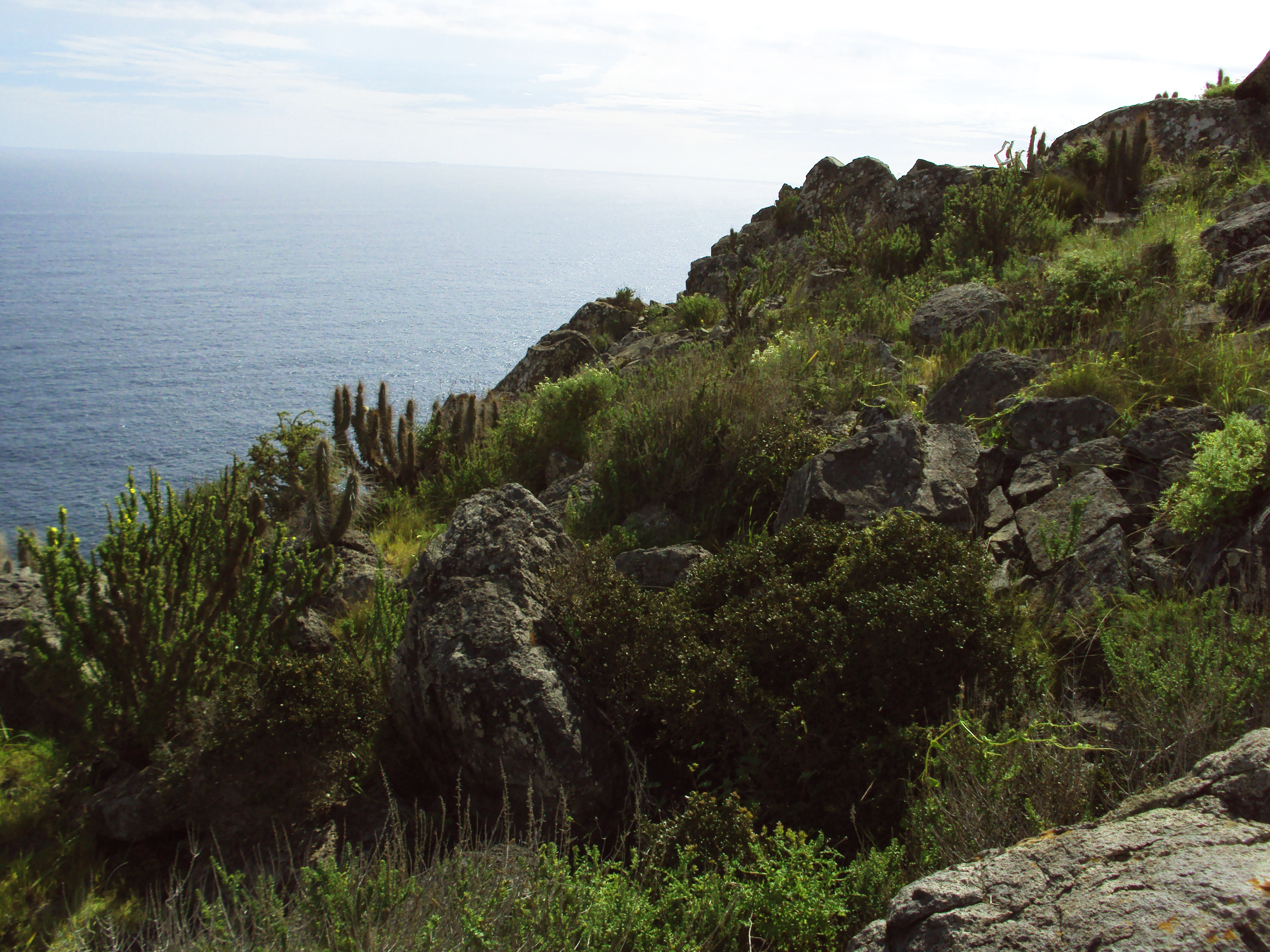
Hábitat de Myrcianthes coquimbensis.

Myrcianthes coquimbensis también llamado lucumillo es una especie de la familia Myrtaceae, endémico de la Región de Coquimbo, Chile.

## Descripción
M. coquimbensis es un arbusto monoico de copa globosa, redondeada y densa, que presenta alturas de 1 hasta 1,5 m. 
Sus hojas son perennes, simples, enteras, aromáticas, de contorno elíptico u orbicular-elíptico, con un tamaño de 1,5-2,5 cm de largo y 1,2 a 1,8 cm de ancho; son de consistencia coriácea, glabras, con el ápice y la base obtusa, y cortamente pecioladas. 
Las flores son hermafroditas, actinomorfas, blancas, dispuestas en pedúnculos unifloros, aunque a veces trifloros, con la flor central sésil y las laterales cortamente pediceladas, todas con muchos estambres sobresalientes. 
El fruto es una baya carnosa, de color rojo a la madurez, de 1,5 a 2 cm de diámetro, con una corona apical formada por los 5 sépalos persistentes. Las semillas se encuentran en número de 1 a 2 en el fruto

## Distribución y hábitat
El rango de distribución de M. coquimbensis es de 82.8 km a lo largo de la costa de la provincia de Elqui, Región de Coquimbo, Chile. Desde Barrancones en la comuna de La Higuera, hasta Las Tacas en la comuna de Coquimbo.
Crece preferentemente en formaciones rocosas costeras ubicadas en laderas que reciben casi constantemente brisas húmedas del Océano Pacífico,, sin embargo hay algunos individuos que crecen en áreas abiertas. Esta especie crece asociada con otras especies de plantas, así como Bridgesia incisifolia, Oxalis gigantea, Heliotropium stenophyllum, Bahia ambrosioides y Polyachyrus poeppigii,,

## Estado de conservación
En el pasado hay evidencias que sus frutos eran consumidos y las semillas dispersadas por la megafauna, hoy extinta; lo que perjudicó su propagación al perder a sus grandes dispersadores de semillas.
Debido a su crítico estado de conservación actual, M. coquimbensis fue oficialmente declarado "en peligro" por la Comisión Nacional de Medioambiente (CONAMA), actual Ministerio de Medioambiente de Chile (EN B1ab(iii) + 2ab(iii)) en el año 2008. Las amenazas que afectan esta especie de la flora de Chile son la pérdida de hábitat debido a la instalación de proyectos inmobiliarios (fragmentación del hábitat) y la extracción de tierra y hojarasca para usar de sustrato en cultivos.

## Usos
Debido a su estado de peligro de conservación, se ha propiciado su uso como planta ornamental. 
Respecto a su fruto, si bien este es comestible, no hay antecedentes de su consumo humano por parte de pueblos originarios, a diferencia de otras especies de Myrcianthes, tales como Myrcianthes rhopaloides. Actualmente su fruto es consumido ocasionalmente de manera local.

## Taxonomía
Myrcianthes coquimbensis fue descrita por (Barnéoud) Landrum & Grifo y publicado en Brittonia 40: 290. 1988.
Sinonimia
- Aspidogenia coquimbensis (Barnéoud) Burret
- Myrtus coquimbensis Barnéoud
- Myrtus coquimbensis var. rotundifolia O.Berg
- Reichea coquimbensis (Barnéoud) Kausel[10]